# Neaitkenia
Neaitkenia is een geslacht van wantsen uit de familie van de Miridae (Blindwantsen). Het geslacht werd voor het eerst wetenschappelijk beschreven door Menard & Schuh in 2011.

## Soorten
Het genus bevat de volgende soorten:

- Neaitkenia monteithi (Carvalho & Gross, 1982)
- Neaitkenia uptoni (Carvalho & Gross, 1982)